# Adolph Braeckeveldt
Adolph Braeckeveldt (Gand, 6 ottobre 1912 – Lovendegem, 4 agosto 1985) è stato un ciclista su strada belga.
Professionista dal 1935 al 1944, vinse una Freccia Vallone e una tappa al Tour de France.

## Palmarès
- 1936 (La Française-Dunlop-Diamant, due vittorie)

Grand Prix de Wallonie
3ª tappa Giro del Belgio (Namur > Lussemburgo)
- 1937 (Helyett-Splendor-Hutchinson, cinque vittorie)

Freccia Vallone
3ª tappa Giro del Belgio (Ostenda > Namur)
Classifica generale Giro del Belgio
17ª tappa, 2ª semitappa Tour de France (Royan > Saintes)
Circuit des trois villes sœurs
- 1938 (Helyett-Hutchinson, due vittorie)

Grand Prix de Wallonie
1ª tappa Tour de Luxembourg
- 1939 (Helyett-Hutchinson, due vittorie)

Grand Prix de Wallonie
Parigi-Limoges

## Piazzamenti

### Grandi Giri
- Tour de France

1937: 22º

### Classiche monumento
- Giro delle Fiandre

1935: 23º
1937: 4º
1941: 25º
- Parigi-Roubaix

1950: 19º
- Liegi-Bastogne-Liegi

1936: 14º